# 投资
投资在財務（金融）及經濟方面，各有不同的意義。財務投資是透過完善的分析，對於本金、報酬可達一定程度的預估，將資金投入那些預期有所增長的目標上。能够随时变现并且持有时间不超过的有价证券以及不超过一年的其他投资則被稱為短期投资。而完全對立的作法，像未經分析、且在本金及回報上也沒有把握，亦不考慮風險就投入資金者，就是投机、或赌博。因此，有些並未經過完善分析，即買進股權持有者，例如買進共同基金的人，也可以稱為投機者。事實上，根據效率市場假說，即使針對股市資料來完整分析者，也不算是理性。依此定義延伸下去，所有自以為理性的股權持有者，也不能視為投資者，而是投機者。投資與储蓄或遞延消費，具有一定相關性，且涉及經濟領域的許多活動，如企（事）業管理及財務金融等，無論是為家計、事業或政府。

## 定義與差異
投資、投機及賭博的不同：
- 持有投資標的的期間不同：普遍投資最長，投機次之，賭博幾乎不持有或只有下注一瞬間。
- 需要注意的是，以投資或持有時間分類並不客觀，時間長短只屬相對，並非絕對。
- 分析的程度不同：投資所做分析最完整，投機大部份是小道消息，賭博靠運氣。
- 需要注意的是，根據效率市場假說，因消息的流通限制、各參與者所得的資訊及分析的不同（lack of perfect information），市場上沒有“完整分析”。相對完善的分析可以是擬定進場、離場的策略，並套入歷史記錄中反復測試，得出在長期持有或長期重複操作的情況下傾向獲利的方式進行投資，所以即使沒有“完整分析”，亦有相對完善的策略投資。投機亦可以有策略，但投機者對勝率並沒有如投資者一般的把握，因為投機的“機會”一般稍瞬即逝，或沒有足夠時間驗證，或沒有足夠類似情況參考，所以多憑消息及個人判斷。某程度上，投資、投機及賭博的不同在乎當事人對行為獲勝率的確信程度。
- 獲利的成份不同：投資會有孳息獎賞其延遲享受的行為，其他兩項因所需時間較短，獲利一般只會出現於賣出或兌現下注獲勝當時，即沒有利息所得，只有資本增值所得。
- 結果的出現時間：投資需要一定投資期間；視乎投機標的，一般投機結果出現時間較短（聽信朋友購買外國土地可以升值是較長時間的投機；股票幾天內買進賣出是較短時間的投機）；賭博幾乎是立即。
- 賭博屬投機的一種，但投機不一定是賭博。投機是根據現時形勢判斷作出利益最大化的行為，投機可以有根據，賭博不需要根據。股票市場沒有“完整分析”不代表世上沒有“投資”，如銀行定存也屬於極低風險的投資。

## 經濟或總體經濟方面
在经济学、或總體經濟方面，投資是指每單位時間內，所購入资本（財）的金額。所謂的資本，就是目的不在於消費、而主要著眼於其未來的生產能力，如公共建設、铁路、工廠等。而人力資本方面的投入，包括新設立學校、或在職進修機構等。存貨（營運資本）的投資，就是指各種事業為營運需要、購置存貨的行為，此一行為可能是經過審慎的管理流程、也有可能只是因應需要而為之；而進貨的存量有時為正、有時候也可能變成負值。盈虧也是類似的概念。
在衡量政府收支的GDP計算上，如「GDP = C + I + G + NX」中，“I”就是投資（Investment，又稱：固定資本毛額）是国内生产总值（GDP）的一部分。投資與收入和利率的關聯〔I = (Y，i)〕, 可理解为，收入的增加促進更高額的投資，但是，高利率阻礙投資（因為借錢的費用變得昂貴）。

## 財務或金融方面
投資是在確認可獲得一定擔保（如存款保險、或事業的投入資本）後，將資金存放、或投入於具有安全性的組織（如金融機構、上市公司）的一種承諾。而與前述投資意義明顯對立的一些行為，如定期定額（dollor cost averaging）、波段操作（market timing）、分散押寶（diversification）等，則與投機比較接近。但也有無法分辨者。

## 投資工具
- 實質資產：土地、設備、現金、貴金屬、原油、名畫、紅酒、手錶等保值商品。
- 非商品性投資：電影。
- 金融商品：股票、彩票、债券、基金、期貨、選擇權、其他衍生性金融商品、虛擬貨幣。[2]

## 参看
- 投机
- 财务管理
- 投資組合
- 个人理财
- 耐久財
- 套利
- 直接投资／FDI
- 证券投资基金
- 不動產投資信託
- 平均成本法(定期定額投資法)
- 金融
- 经济
- 商法
- 貿易
- 資金槓桿(借錢投資)